# The Biscuit Eater (1940)
The Biscuit Eater ist ein US-amerikanischer Kinderfilm unter Regie von Stuart Heisler aus dem Jahr 1940. Als Vorlage für den Film, der an den Kinokassen und bei Kritikern zu einem Überraschungserfolg wurde, diente die Kurzgeschichte The Biscuit Eater von James H. Street.

## Handlung
Harvey McNeil lebt mit seiner Frau und seinem Sohn Lonnie auf einer Farm in Georgia, wo er prestigeträchtige Jagdhunde züchtet, die speziell auf das Entdecken von Vogelnestern abgerichtet sind. Er fürchtet allerdings seine Anstellung zu verlieren, als der neue Besitzer der Ranch, Mr. Ames, mehr Interesse an der Zucht von Pferden als von Hunden zeigt. Mr. Ames lässt sich von Harvey überreden, seine Entscheidung über eine Fortführung der Hundezucht zu vertagen, bis er sich selbst einen Eindruck über die bislang erfolgreiche Hundezucht in einem bald stattfindenden Vogelhundewettkampf machen kann. Harvey hat strenge Vorstellungen von Hundezucht, schwächere Hunde haben für ihn keinen Wert. Hunde, die lieber für sich selbst Hühnereier jagen und fressen, anstatt diszipliniert den Befehlen des Herrchens zu gehorchen und die richtigen Vogeleier zu suchen, nennt er „biscuit eater“ (englisch für „Keksfresser“).
Unterdessen bekommt Harveys Sohn Lonnie von Mr. Ames einen der schwächeren Hunde aus einem der Würfe geschenkt. Lonnie und sein afroamerikanischer Freund Text trainieren den Hund, den sie Promise nennen, für die Jagd. Aber Promise überfällt eines Nachts den Hühnerstall, was ihn in den Augen des Vaters zu einem nutzlosen Störenfried macht. Harvey fordert Sermon, seinen Gehilfen, der zugleich der Vater von Text ist, auf, den Hund loszuwerden. Den beiden Jungen gelingt es aber, Promise aus einem gefährlichen Sumpf zu retten. Als sie mit dem Hund zurückkehren, lässt Harvey ihn zwar vorerst auf der Farm bleiben, begegnet Promise aber mit offener Feindseligkeit. Auch die Beziehung zwischen Vater und Sohn verschlechtert sich dadurch. Die Jungen erleben viele Missgeschicke mit Klapperschlangen, Stinktieren und Schrotflinten, während sie den Hund heimlich trainieren.
Lonnie beschließt, dass die einzige Möglichkeit, die Meinung seines Vaters über seinen Hund zu verbessern, darin besteht, ihn bei dem anstehenden Wettbewerb für Vogeljagdhunde antreten und gewinnen zu lassen. Zur großen Überraschung aller zeigt Promise eine bewundernswerte Leistung und ist schließlich der einzige verbliebene Gegner von Georgia Boy, dem Prestigehund von Harvey. Da hören Lonnie und Text, dass ihre Väter ihre Jobs verlieren könnten, denn Mr. Ames könnte im Fall einer Niederlage von Georgia Boy der Fortführung der Hundezucht nicht gewogen sein. Kurz vor der finalen Entscheidung beleidigt Lonnie Promise als Biscuit Eater, damit dieser seine Ruhe verliert und einen Fehler macht. Promise rennt weg und macht damit Georgia Boy zum Sieger. Mr. Ames beschließt unterdessen, die Hundezucht fortzuführen.
Am Abend kehrt Promise auf die Ranch zurück, doch als er versucht, in den Hundezwinger zu seinen Gefährten zu springen, wird er von Sermon – der Promise im Dunkeln nicht erkennt hat – erschossen. Lonnie entschuldigt sich bei seinem sterbenden Hund dafür, dass er ihn nicht gewinnen ließ und ihn beleidigte. Harvey hört, wie sein Sohn erklärt, dass er den Job seines Vaters schützen wollte, und gesteht sich Fehler ein. Promise stirbt in Lonnies Armen, aber seine Abstammung setzt sich in den Welpen seiner Hundegefährtin fort. Sowohl Lonnie als auch sein Vater gehen als traurigere, aber weisere Menschen aus der Geschichte hervor.

## Produktions- und Veröffentlichungshintergrund
Gedreht wurde The Biscuit Eater ab Oktober 1939 an Schauplätzen in Albany im Bundesstaat Georgia, wo auch die Handlung des Filmes spielt. Die Entscheidung, „on location“ (vor Ort) zu drehen, war für den damaligen Hollywood-Film eine eher ungewöhnliche, denn im Studiosystem wurden Filme größtenteils im Hollywood-Studio oder in direkter Umgebung von Los Angeles gedreht, egal wo ihre Handlung angesiedelt war. Das Szenenbild verantworteten Hans Dreier und Earl Hedrick. Ursprünglich war Baby LeRoy, der bereits als Kleinkind zum Filmruhm gekommen war, aber dessen Erfolge schon einige Jahre zurücklagen, für die Hauptrolle vorgesehen. Doch beim Drehen der ersten Szene verkühlte sich Baby LeRoy, als er in einen See plumpste, und verlor aufgrund der schweren Erkältung für einige Tage die Stimme. Daraufhin wurde die Rolle mit Billy Lee neu besetzt.
The Biscuit Eater gilt als filmgeschichtlich frühes Beispiel für einen „sleeper“ – einen kleinen Film, der nach seiner Veröffentlichung allmählich und unerwartet zu einem größeren Erfolg bei Kritikern und Publikum wird. Der Film hatte zunächst eine Vorpremiere in Albany am 10. April 1940, ehe er im Mai 1940 in die landesweiten amerikanischen Kinos kam.
Die Karriere von Regisseur Stuart Heisler, der zuvor nur einen Film eigenständig inszeniert hatte, nahm nach dem Erfolg von The Biscuit Eater merklich an Fahrt auf. Für die beiden jungen Hauptdarsteller Billy Lee (1929–1989) und Cordell Hickman (1932–1996) blieb es hingegen ihr jeweils bedeutendster Filmauftritt, sie konnten im Anschluss keine größere Filmkarriere machen. Der Hund Promise wurde gespielt vom Hund Tiverton Invader, über ihn ist ansonsten nichts bekannt. Er soll aber einen Boscar, einen damals offenbar vergebenen, aber heute nur noch wenig bekannten Filmpreis für Filmhunde erhalten haben, der vom Komikerduo Abbott und Costello überreicht wurde.

## Rezeption
Bosley Crowther lobte in der New York Times vom 23. Mai 1940, der Film weise für Hollywood seltene Qualitäten auf und solle unbedingt von Kindern gesehen werden. Sicherlich sei die Geschichte etwas der Sentimentalität zugeneigt, aber die zurückhaltende Regie von Stuart Heisler und das warmherzige, aufrichtige Spiel von Hauptdarsteller Billy Lee würden Kitschigkeiten verhindern. Die Jagdszenen im Film seien von „denkwürdiger Schönheit“.
Hal Erickson nennt The Biscuit Eater bei AllMovie eine „wahrhaft bewegende Erfahrung“, die spätere Disney-Neuverfilmung sei dagegen nur gewöhnlich.
Der National Board of Review wählte The Biscuit Eater unter die Top Ten Filme des Jahres 1940. Eine solche Berücksichtigung war ansonsten zu dieser Zeit in der Regel A-Produktionen vorenthalten.

## Neuverfilmung
1972 entstand eine Neuverfilmung unter gleichem Originaltitel (deutscher Titel Die Promenadenmischung) bei Disney unter Regie von Vincent McEveety. In diesem Film spielen unter anderem Johnny Whitaker als Lonnie McNeil, Earl Holliman und Pat Crowley als dessen Eltern sowie Lew Ayres als Mr. Ames.
Bereits 1952 hatte es basierend auf dem Film von 1940 ein Radiohörspiel in der Reihe NBC Short Story gegeben.